# Mistrzostwa Europy Wojskowych w Biegach Przełajowych 2011
Mistrzostwa Europy Wojskowych w Biegach Przełajowych 2011 – zawody lekkoatletyczne, które odbyły się 26 lutego w niemieckim Warendorfie.

## Rezultaty

### Mężczyźni
| Konkurencja:          | 1. miejsce                                                          | Rezultat | 2. miejsce                                                     | Rezultat | 3. miejsce                                                | Rezultat |
| Bieg krótki na 3800 m | Hakim Merzougui                                                     | 10:51    | Alaoui Youssef Ismaili                                         | 10:52    | James Theuri                                              | 10:53    |
| Bieg krótki drużynowo | Francja · Hakim Merzougui · Alaoui Youssef Ismaili · James Theuri   | 6 pkt.   | Niemcy · Falk Cierpinski · Richard Fiedrich · Musa Roba-Kinkal | 18 pkt.  | Belgia · Benjamin Barbier · Tim Stessens · Gino van Geyte | 30 pkt.  |
| Bieg długi na 9500 m  | Philipp Bandi                                                       | 27:47    | Lhacen Amguil                                                  | 27:55    | Jean Claude Niyongizie                                    | 28:15    |
| Bieg długi drużynowo  | Francja · Lhacen Amguil · Jean Claude Niyongizie · Cedric Pelissier | 9 pkt.   | Szwajcaria · Philipp Bandi · Matthias Bieri · Maxence Garin    | 12 pkt.  | Turcja · Hamza Aydoğan · Ali Ekinci · Musa Erdoğan        | 48 pkt.  |

### Kobiety
| Konkurencja:          | 1. miejsce                                               | Rezultat | 2. miejsce                                                       | Rezultat | 3. miejsce                                                                  | Rezultat |
| Bieg krótki na 3800 m | Sabrina Mockenhaupt                                      | 12:41    | Samira Mezeghrane                                                | 12:48    | Elina Sujew                                                                 | 13:00    |
| Bieg krótki drużynowo | Niemcy · Sabrina Mockenhaupt · Diana Sujew · Elina Sujew | 8 pkt.   | Francja · Nathalie Da-ponte · Samira Mezeghrane · Alice Rocquain | 15 pkt.  | Holandia · Anouska Lievaart · Linda Schoenmakers · Angelique van den Linden | 36 pkt.  |

## Klasyfikacja medalowa
| Miejsce | Kraj       | Złoto | Srebro | Brąz | Razem |
| 1.      | Francja    | 3     | 4      | 2    | 9     |
| 2.      | Niemcy     | 2     | 1      | 1    | 4     |
| 3.      | Szwajcaria | 1     | 1      | 0    | 2     |
| 4.      | Belgia     | 0     | 0      | 1    | 1     |
| 4.      | Holandia   | 0     | 0      | 1    | 1     |
| 4.      | Turcja     | 0     | 0      | 1    | 1     |